# Welcome to Wherever You Are
Welcome to Wherever You Are är det åttonde studioalbumet av gruppen INXS. Albumet anses som ett av de bästa 50 albumen från 1992. Även om albumet inte blev lika framgångsrikt som de två tidigare albumen, Kick och X, nådde albumet nummer 1 i Storbritannien medan bandets stora popularitet snart tagit slut. Albumet släpptes den 3 augusti 1992.

## Låtlista
Alla låtar är skrivna av Michael Hutchence och Andrew Farriss om inget annat anges.
1. "Questions" - 2:07
2. "Heaven Sent" (Farriss) - 3:18
3. "Communication" - 5:18
4. "Taste It" - 3:18
5. "Not Enough Time" - 4:13
6. "All Around" - 3:18
7. "Baby Don't Cry" (Farriss) - 4:45
8. "Beautiful Girl" (Farriss) - 3:27
9. "Wishing Well" - 3:25
10. "Back On Line" - 3:12
11. "Strange Desire" - 4:08
12. "Men and Women" - 4:38